# 玉姫殿
玉姫殿（たまひめでん）は、結婚式場の名称である。全日本冠婚葬祭互助協同組合に加盟する互助会組織が結婚式場の名称として使用したため、地域によって運営母体が異なる。日本全国に多数存在したが、その多くは名称変更されており、玉姫殿の名称を使用している式場は少なくなっている。なお、京阪互助センターが現在運営している結婚式場グランアーモは、かつて玉姫殿を全国区へと知名度を広げた梅田玉姫殿のリニューアル会館である。

## 2024年現在現存する式場
- アルファライフ株式会社（長野県、アルファクラブグループ）
  - 長野玉姫殿
  - 上田玉姫殿

## その他（2020年11月までに名称変更、閉場した式場）
- 株式会社京阪互助センター
  - 梅田玉姫殿（現：グラン・アーモ TAMAHIME）
  - 守口玉姫殿（現：シティーホール守口）
  - 和歌山玉姫殿（現：ラシュレディアコートTamahime）
- 株式会社セレマ
  - ORIENTAL KYOTO SUZAKU-TEI 朱雀邸　京都玉姫殿（旧名称：ORIENTAL KYOTO SUZAKU-TEI 朱雀邸、旧々名称：マリアージュ京都、旧々々名称：マリアージュ京都玉姫殿、旧々々々名称：京都玉姫殿）
  - マリアージュ グランデ 京都駅前玉姫殿（旧名称：マリアージュ グランデ、旧々名称：マリアージュ玉姫殿）
  - （旧名称：マリアージュ グランデ、旧々名称：マリアージュ玉姫殿）
  - マリアージュ宇治（現：伊勢田シティホール、旧名称：マリアージュ宇治玉姫殿、旧々名称：宇治玉姫殿）
  - 迎賓館シェーナ ～PARTIR KYOTO～　宇治玉姫殿（旧名称：迎賓館シェーナ ～PARTIR KYOTO～、旧々名称：パルティール京都）
  - lu CREA　福知山玉姫殿（旧名称：lu CREA、旧々名称：マリアージュ福知山、旧々々名称：マリアージュ玉姫殿 福知山、旧々々々名称：福知山玉姫殿）
  - アンシェルデ マリアージュ 高槻玉姫殿（旧名称：アンシェルデ マリアージュ、旧々名称：マリアージュ高槻、旧々々名称：マリアージュ高槻玉姫殿、旧々々々名称：高槻玉姫殿）
  - NIHO　大津玉姫殿（旧名称：NIHO、旧々名称：アル・マーレ、旧々々名称：マリアージュ大津、旧々々々名称：マリアージュ大津玉姫殿、旧々々々々名称：大津玉姫殿）
  - マリアージュ彦根 彦根玉姫殿（旧名称：マリアージュ彦根、旧々名称：マリアージュ彦根玉姫殿、旧々々名称：彦根玉姫殿）　
  - 東京マリアージュ（旧名称：東京マリアージュ玉姫殿）
  - ラヴィール岡山（旧名称：マリアージュ玉姫殿岡山、旧々名称：ロイヤルホール岡山）　
  - バリテラスCoCo金沢（現運営 株式会社ベルセレマ、旧名称：マリアージュ金沢、旧々名称：マリアージュ玉姫殿金沢）　
  - ラヴィール金沢（現運営 株式会社ベルセレマ）
- 株式会社ベルコ
  - クイーンピア大阪空港玉姫殿（現：ベルクラシック空港、旧名称：マリエ・ド・クール空港）
  - クイーンピア東大阪玉姫殿（現：ベルクラシック大阪、旧名称：ベルクラシック東大阪）
  - クイーンピア堺玉姫殿（現：アール・ベル・アンジェSAKAI、旧名称：クイーンピアSAKAI）
  - グランドホール岸和田玉姫殿（現：岸和田グランドホール）
  - クイーンピア三重玉姫殿（現：アール・ベル・アンジェmie、旧名称：ベルクラシック三重）
  - クイーンピア奈良玉姫殿（現：ベルクラシック奈良）
  - クイーンピア神戸玉姫殿（現：ベルクラシック神戸）
  - クイーンピア明石玉姫殿（現：ベルクラシック明石）
  - クイーンピア姫路玉姫殿（現：ベルクラシック姫路）
  - クイーンピア淡路島玉姫殿（ベルクラシック淡路島、現在は閉鎖）
  - クイーンピア西宮玉姫殿（旧、第1号店、現：西宮ベルコ会館）
  - ウエディングスクエア旭川玉姫殿（現：ベルクラシック旭川、旧名称：ロイヤルマリエ・ベルフォーレ）
  - 帯広玉姫殿（現：ベルクラシック帯広）
  - 函館玉姫殿（現：ベルクラシック函館）
  - クイーンピア仙台玉姫殿（現：アール・ベル・アンジェ、旧名称：ベルクラシック仙台）
  - 下関玉姫殿（現：マリアージュ下関）
  - ベラムール小倉玉姫殿（現：ベルクラシック小倉）
  - ベラムール八幡玉姫殿（現：ベルクラシック八幡）
- 株式会社セレモ
  - マリアチャペル柏玉姫殿（後に「マリアチャペルマリベール柏」に改称したが、2014年12月にて閉館。2015年4月からは「ハート柏迎賓館」として、法事や社内行事などのパーティー会場に転換）
  - ちば玉姫殿（閉館後、ホテルグリーンタワー千葉→現カンデオホテルズ千葉。）
- 葵互助センター
  - 静岡玉姫殿（現：ベルアージュ静岡）
  - 清水玉姫殿（後のベルアージュ清水。現在は閉鎖）
- 株式会社メモリード
  - 佐世保玉姫殿
  - 府中玉姫殿（結婚式場ウェディングホールベルズ）
  - 諫早玉姫殿 (現：ロイヤルベルズ諫早　1989年改称)
- 株式会社セルモ
  - かごしま玉姫殿（現：エルセルモ鹿児島）
  - くまもと玉姫殿（現：エルセルモ熊本）
  - ひろしま玉姫殿（現：エルセルモ広島）
- 株式会社ビップ
  - VIP玉姫殿三条（現：ハミングプラザVIP三条、新潟県三条市）
  - VIP玉姫殿新潟（現：ハミングプラザVIP新潟）
- 株式会社メモワール
  - メモワール玉姫殿（現：ブライダルステージ ソシア21、横浜市）
- 株式会社ドリーマー
  - 旧称の施設名称は本社の場合ドリーマー高知玉姫殿など。90年代に入り名称変更。（現 ベルフォーレ西条　西条市　会場前のバス停が「玉姫殿前」と、改称前の名残を残す）

## CMについて
以上の通り独自で異なる。
- 互助センター（現 株式会社ベルコ、株式会社セレマなど）
  - 歌詞は「○子さん（ミス花嫁から選出された人）、あなたのような誰かさんと〜僕が探します〜」。コーラスは「だ〜れかさんが見つかれば〜、たまひめで〜ん」（女性）。
  - 外国人男性（クロード・チアリ）がギターを弾くシーン。ナレーションは「私の夢を込めた玉姫殿にようこそ。私のシャトー、結婚式場玉姫殿」。
  - 場面は男女が喋るシーン。ナレーションは「これからはクレージュ（ブランド）で合言葉、クレージュで玉姫殿」コーラスは「たまひ〜め〜でん」（女性）。
- 京阪互助センター
  - キャッチフレーズは「はばたけ大空へ」。新婦がヨットに乗っているシーン。ヨットの文字に「TAMAHIMEDEN」。コーラスは「結婚します〜、た〜まひめで〜ん」（男女混合）。
- 株式会社ビップ
  - 京阪互助センターが使用していた男女コーラスのCMソングをBGMに使用。